# Cernay-la-Ville
Cernay-la-Ville ist eine französische Gemeinde mit 1.526 Einwohnern (Stand: 1. Januar 2022) im Département Yvelines in der Region Île-de-France. Sie gehört zum Arrondissement Rambouillet und zum Kanton Rambouillet (bis 2015: Kanton Chevreuse). Die Einwohner werden Cernaysiens genannt.

## Geographie
Die Gemeinde gehört zum Regionalen Naturpark Haute Vallée de Chevreuse. Cernay-la-Ville liegt etwa 33 Kilometer südwestlich von Paris und wird umgeben von den Nachbargemeinden Senlisse im Norden, Choisel im Osten, Bullion im Südosten, La Celle-les-Bordes im Süden sowie Auffargis im Westen.

## Geschichte und Bevölkerungsentwicklung
Schon 750 soll der Ort in einer Urkunde des damaligen Hausmeiers Pippin des Kurzen (Pépin le Bref) erwähnt worden sein (context. reverso.net). Der fränkische Herrscher nennt, nun als König Pippin III., 768 in einer Bestätigungsurkunde Sarnetum als Besitz des Klosters St. Denis bei Paris (MGH DDKarol.,Nr.25). Dies ist die erste sichere urkundliche Erwähnung Cernays. In den Raubzügen der Wikinger und der Ungarn wohl völlig zerstört, fand 1118 eine Neugründung statt, später Abbaye des Vaux de Cernay genannt, von dem heute noch umfangreiche Reste besichtigt werden können (siehe unten). König Ludwig VII. von Frankreich bestätigte 1142 diese Neugründung (neuere Geschichte des Klosters siehe französische Wikipédia).   
| Jahr                      | 1962 | 1968 | 1975 | 1982 | 1990 | 1999 | 2006 | 2016 |
| Einwohner                 | 561  | 518  | 969  | 1666 | 1757 | 1727 | 1652 | 1589 |
| Quelle: Cassini und INSEE |      |      |      |      |      |      |      |      |

## Gemeindepartnerschaften
Mit der deutschen Gemeinde Odenthal in Nordrhein-Westfalen besteht eine Partnerschaft.

## Sehenswürdigkeiten
Siehe auch: Liste der Monuments historiques in Cernay-la-Ville
- Kirche Saint-Brice mit Glockenturm aus dem 13. Jahrhundert, Monument historique
- Ehemaliges Kloster Vaux de Cernay, Monument historique

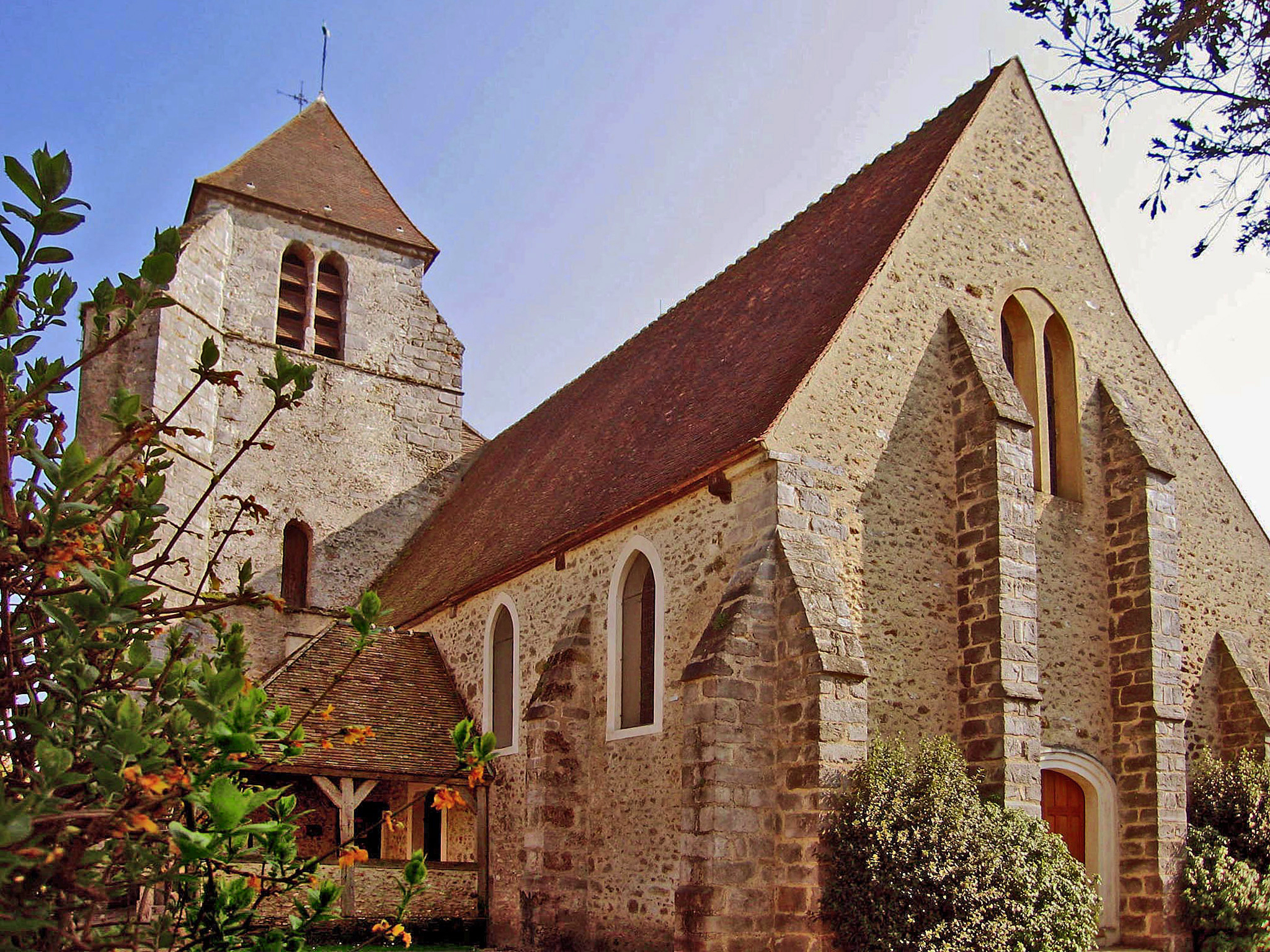
Kirche Saint-Brice
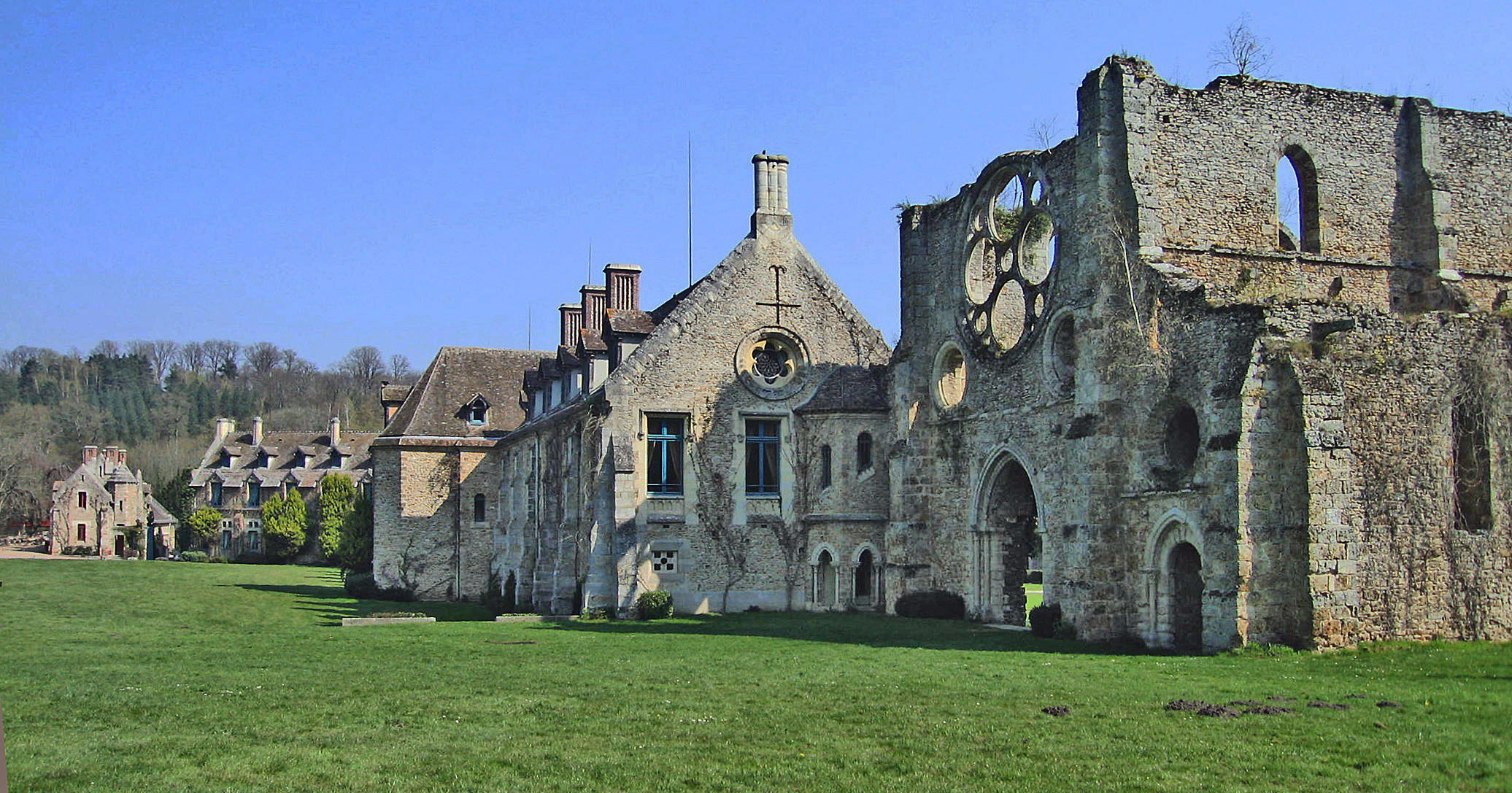
Kloster Les Vaux-de-Cernay

## Persönlichkeiten
- Armand Blanchonnet (1903–1968), Radrennfahrer